# J.C. Clausen (arkitekt)
 Der er flere personer med dette navn, se J.C. Clausen.
Jens Christian Clausen (13. juni 1835 i København – 3. marts 1886 i Horsens) var en dansk historicistisk arkitekt, især virksom i Horsens. Hans søn C.H. Clausen blev også arkitekt.
J.C. Clausen var søn af bogholder Lauritz Christian Clausen og Jensine Grauleff. Han kom til Horsens for at være ledende ingeniør ved opførelsen af Horsens Gasværk i 1859. Clausen havde ikke nogen formel arkitektuddannelse, men han ankom til købstaden på det rigtige tidspunkt, for industrialiseringen skabte mange nye arbejdsopgaver – fabrikker, arbejderboliger etc. Han blev i byen og fik i årene, der fulgte, en del opgaver af meget forskellig karakter. Som et barn af sin eklekticistiske tid arbejdede han i meget forskellige stilarter alt efter opgaver. Hans hovedværk er trævarefabrikken Bastian i mønstermurværk, som ofte fremhæves som et af de mest originale og harmoniske danske fabriksanlæg.
Clausen var medstifter af Horsens Arbejderforening og Arbejdernes Byggeforening 1871. 
Clausen blev gift 18. august 1863 i Horsens med Caroline Margrethe Hjerrild (16. februar 1842 smst. – 20. juli 1893 i København), datter af hospitalsforstander, kancelliråd Christian Hjerrild og Stephansine Smidt. 
Han er begravet i Horsens.

## Værker
(i Horsens, hvis ikke andet er nævnt)
- Tvangsarbejderanstalt, Fussingsvej 2 (1864, nedrevet 1973)
- Synagogen, fra 1897 Den Levyske Stiftelse, Farvergade 6 (1867, ophørt som synagoge 1897)
- Restaurering af Horsens Hospitalskirke, Hospitalsgade 10 (1868-69)
- Herregården Herschendsgave, Fruering Sogn (1868)
- Skovfogedsted, Nordrevej 78 (1872)
- Forsørgelsesanstalt, Fabrikvej (1872-73, nedrevet)
- Trævarefabrikken Bastian, Fabrikvej (1874-75, senere tilbygninger, fredet 1988, restaureret 2006-08)
- Ombygning af ridehallen, Kildegade (1878)
- Serridslev Kirke, Nebel Sogn (1878)
- Håndværker- og Industriforeningen, Allégade (1885)
- Arbejdernes Forsamlingshus, Søndergade (1885)